# Tannerin
Das Tannerin oder Elektrotheremin ist ein elektrisches Musikinstrument. Es handelt sich um ein Theremin mit vereinfachter Bedienung, das weltweite Bekanntheit durch die Hitsingle Good Vibrations der Beach Boys erlangte. Die Beach Boys benutzten das Instrument nochmals für die Songs Wild Honey und I Just Wasn’t Made for These Times. In den folgenden Jahrzehnten kam es in mehreren Fernsehserien im Soundtrack zum Einsatz.
Entwickelt worden war das Tannerin durch die Studiomusiker Paul Tanner und Bob Whitsell im Jahr 1958 und auf den Einsatz im Studio abgestimmt. Dort konnte der Musiker die Tonhöhe verändern, indem er einen Regler auf einer Oberfläche hin- und herschob. Im Gegensatz zum Theremin erzeugt das Tannerin einen fast reinen Sinuston. Die Lautstärke ließ sich durch einen Knopf an der Seite des Geräts verstellen. Nachdem die Beach Boys dieses Instrument samt Musiker für die Studioaufnahmen von Good Vibrations benutzt hatten, brauchten sie ein weiteres Gerät, das die Gitarristen live auf Tournee spielen konnten. Walter Sears und Robert Moog kamen auf die Idee, den vorhandenen Regler mit einem zusätzlichen Band zu versehen, auf dem sie die jeweilige entsprechende Note aufmalten. Später entwickelte sich dies zu einem Pseudo-Keyboard, auf dem Klaviertasten vor dem Regler aufgemalt/aufgeklebt sind.